# Kaiser-Lothar-Preis
Der Kaiser-Lothar-Preis ist ein deutscher Kunstpreis. Er wird seit 1958 von der „Europäischen Vereinigung Bildender Künstler aus Eifel und Ardennen“ (EVBK) in Zusammenarbeit mit der Stadt Prüm verliehen. Der Preis ist nach dem Kaiser Lothar I. benannt. Dieser, ein Enkel von Karl dem Großen, dem „Vater Europas“, wurde in Prüm begraben.

## Geschichte
Während des Zweiten Weltkriegs wurden die Regionen Ardennen und Eifel schwer getroffen, unter anderem während der Ardennenoffensive. 1955 wurde die „Europäische Vereinigung Eifel-Ardennen“ (EVEA) gegründet, um die grenzüberschreitende Zusammenarbeit zu fördern, unter anderem durch die Einrichtung eines Jugendaustauschprogramms. 1957 fand in Prüm ein Kongress der EVEA statt, zu dem auch Künstler eingeladen wurden. Dies führte zur Gründung der „Europäischen Vereinigung Bildender Künstler aus Eifel und Ardennen“ (EVBK), ein Zusammenschluss bildender Künstler aus den Ländern Frankreich, Luxemburg, Belgien und Deutschland.
1957 wurde der Kaiser-Lothar-Preis ins Leben gerufen, der von der Stadt Prüm gestiftet wurde. Er wird an Künstler verliehen, die an den jährlichen Ausstellungen der EVBK teilnehmen. Eine Jury, bestehend aus einem Vorsitzenden, zwei Vorstandsmitgliedern des EVBK und zwei Künstlermitgliedern, trifft eine Auswahl. Sie berücksichtigt das Engagement der Künstler für den europäischen Gedanken und die Kontakte in die Nachbarländer sowie ihre künstlerische Entwicklung. Vor der Ernennung eines Preisträgers holt die Jury die Zustimmung der Stadt Prüm ein.

## Preisträger
- 1958: Hanns Altmeier
- 1959: Jupp Kuckartz
- 1960: Roger Greisch
- 1961: Michael Reuter
- 1962: Reinhard Heß
- 1963: Frantz Kinnen
- 1964: Jean Thomas Debattice
- 1965: Alphonse Kraemer
- 1966: Kurt-Wolf von Borries
- 1967: François Ambrosini
- 1968: nicht verliehen
- 1969: Konrad Schaefer
- 1970: Josef Geboers
- 1971: Josef Sanke
- 1972: Peter Lacroix
- 1973: Rudi Scheuermann
- 1974: nicht verliehen
- 1975: Carlfritz Nicolay
- 1976: Jean Albert Dupont
- 1977: Kurt Schwippert
- 1978: Edmond Goergen
- 1979: nicht verliehen
- 1980: Franz Josef Herold
- 1981: Denise Manquillet-Schneider
- 1982: Johann-Baptist Lenz
- 1983: Emile Olivier
- 1984: Christel Schneider
- 1985: Paul Roettgers
- 1986: Henri-Alain Lesprit
- 1987: Franz Eichenauer
- 1988: Adolf Christmann
- 1989: Joseph Mégly
- 1990: Franz Kött
- 1991: Antonia Berning
- 1992: Ferd Medinger
- 1993: André Marie-Jean Paquet
- 1994: Robert George
- 1995: Fred Schäfer-Schällhammer
- 1996: Raymond Baro
- 1997: Gerdi Haas
- 1998: Joseph Grosbusch
- 1999: Maurice Potier
- 2000: Jean Jaques Lucan
- 2001: Karl-Heinz Hennerici
- 2002: Pierre Doome
- 2003: Artur Bozem
- 2004: Manfred Freitag
- 2005: Edmée Schmittel
- 2006: Christoph Mancke
- 2007: Antonio Máro
- 2008: Marie Madeleine Bellenger
- 2009: Franz-Josef Kochs
- 2010: Johannes Wickert
- 2011: Dieter Alexander Boeminghaus
- 2012: nicht verliehen
- 2013: Ursula Hülsewig
- 2014: Franziskus Wendels
- 2015: Anna Recker
- 2016: Werner Bitzigeio
- 2017: Margot Sperling
- 2018: Gerty Haas-Crasson
- 2019: Martin Schöneich
- 2020/2021: Hans Dieter Ahlert
- 2022: Frank Buchna
- 2023: Anja Maria Strauss
- 2024: Sebastian Böhm